# Troma Entertainment
Troma Entertainment, habitualmente denominada Troma, es una compañía independiente de producción y distribución cinematográfica fundada por Lloyd Kaufman y Michael Herz en 1974. Considerada una empresa adscrita al cine de terror de serie Z sus películas, que buscan sobre todo el entretenimiento, se caracterizan por contar con bajos presupuestos y mostrar escenas de sexo, violencia y gran cantidad de sangre. A lo largo de su historia ha producido más de 160 largometrajes y su catálogo de distribución incluye 435 películas independientes. Desde 2012 cuenta con su propio canal de YouTube en los que ha alojado sus producciones.

## Historia
A mediados de la década de 1970 Kaufman y Herz fundaron Troma como proyecto para producir, dirigir y distribuir películas consideradas bizarras, alocadas y fuera de los circuitos convencionales de las empresas cinematográficas. 
Durante los primeros años fueron asentando la base del negocio, llegando a producir Mi cena con André (1981) del director Loius Malle, en 1984 una violenta comedia de terror codirigida por ambos obtuvo un resonado éxito: The toxic avenger (1984), codirigida por Kaufman y Herz, estaba protagonizada por un antihéroe denominado "vengador tóxico", y dando lugar a una saga de películas, una adaptación como musical o proyectos para televisión. Sin embargo las dificultades financieras que atravesaba la compañía motivaron la finalización de esta popular saga si bien, en 2020, el vengador tóxico sigue considerándose el emblema más icónico de la compañía. 
Otros proyectos populares han sido protagonizadas por los denominados "mutantes en la universidad" con tres películas rodadas entre 1986 y 1994. Troma's War (1988), considerada una crítica a la política de amabilización de la guerra impulsada durante la presidencia de Ronald Reagan, obtuvo una positiva acogida comercial. La producción de Sgt. Kabukiman N.Y.P.D. (1991) es considerado el punto de inflexión de Troma que, para superar sus dificultades financieras, se reestructuró como una compañía de tamaño más pequeño. Por ello en la actualidad Troma es considerada una compañía independiente que edita sus proyectos directamente para el mercado doméstico, habitualmente fuera de los circuitos de estreno del cine comercial, y que recurre a plataformas digitales o a circuitos independientes como las salas artísticas, los campus universitarios o las salas de proyección alternativa. 
En 2012 Troma inauguró su canal en YouTube. En su inicio alojó una parte de su catálogo de producciones propias, en ocasiones para su visionado gratuito durante un breve espacio de tiempo, pero debido a la violación de los términos de uso de la plataforma de streaming, cuyas denuncias fueron recurrentes, en 2020 tuvo que reorientar su contenido hacia las promociones de sus producciones o a la difusión de series web creadas específicamente para el canal.

## Películas destacadas
Varias producciones de Troma se consideran películas de culto y algunas, como Return to Nuke 'Em High Volume 1 (2013), se estrenaron en el Museo de Arte Moderno de Nueva York dentro de su programa dedicado a las mejores películas del año.
- Mother's Day (El día de la madre) (1980)[13]
- La saga del Vengador Tóxico: The toxic avenger (1984),[14] The toxic avenger II (1989),[15] The toxic avenger part III: The last temptation (1989)[16] y Citizen toxie: The toxic avenger IV (2000)[17]
- La saga Mutantes en la universidad: Mutantes en la universidad (1986),[18] Mutantes en la universidad 2 (1991)[19] y Mutantes en la universidad 3 (1994)[20]
- Surf Nazis must die (Los surfistas nazis deben morir) (1987)[21]
- Troma's War (1988)[22]
- Sgt. Kabukiman NYPD (1991)[23]
- Rockabilly Vampire (1996)[24]
- El condón asesino (1996)[25]
- Tromeo y Julieta (1996)[26]
- Teenage Catgirls in Heat (Jóvenes gatitas en Celo) (1997)[27]
- Poultrygeist: Night of the chicken dead (2006)[28]

## Tromadance Festival
Anualmente se celebra en Utah un festival, denominado Tromadance, que coincide en fechas con el Festival de Cine de Sundance. La programación del mismo consiste en la proyección de películas independientes de todo el mundo y la ganadora es publicada en DVD.